# If I Could Only Be Sure
If I Could Only Be Sure è un singolo del cantante statunitense Nolan Porter, pubblicato in tre versioni a cavallo tra il 1971 ed il 1972 dalla Lizard Records e dalla ABC Records.

## Tracce
1. If I Could Only Be Sure – 3:12
2. Work It Out in the Morning – 2:45

## Cover
If I Could Only Be Sure divenne subito uno dei brani più richiesti nei dancefloor dei soul club di tutto il mondo, divenendo così un classico per tutti gli amanti del genere,
Il crescente successo attirò così le attenzioni di artisti ascrivibili alla scena mod, come Paul Weller e Link Quartet, che rispettivamente ne realizzarono una cover.

## Cover in italiano
2007 Come un pugno chiuso è la versione in italiano di If I could only be sure pubblicata dal gruppo degli Statuto nell'album omonimo Come un pugno chiuso.